# Мерц, Георг
Мерц, Георг  (нем. Merz, Georg, 26 января 1793, Бихль, Бад-Тёльц-Вольфратсхаузен, Бавария — 12 января 1867, Мюнхен, Бавария) — немецкий оптик, руководитель фирмы по производству астрономических инструментов.

## Биография
Первоначальное образование получил в начальной школе монастыря Бенедиктбойерна и помогал, вместе со своим братом, на производстве отца.
В 1808 году работал помощником на стекольном заводе Йозефа фон Утцшнайдера. Первоначально он был занят на заготовке дров для стеклянных печей и их очистке от золы, но после обучения математике стал мастером шлифовального станка для линз, а также принимал участие в расчетах ахроматических объективов.
В 1816 году женился в Бенедиктбойерне на Жозефе, дочери Иозефа Либхерра, но в 1821 году овдовел.
В 1818 году был назначен директором завода при оптическом институте.
В 1823 году женился второй раз на Анне Марии Кинаст, экономке Йозефа Фраунгофера.
Похоронен на старом южном кладбище в Мюнхене.

## Семья
Его отец (1755—1819) был ткачем и причетником церкви святого Георгия в Бихле. Мать, урожденная Миллер (1755—1800) была родом из села Кохель. В 1796 году родился младший брат Антон (1796—1851).
Первая жена Жозефа Либхерр (1796—1821). В 1817 году родился сын Людвиг (1817—1857).
Вторая жена Анна Мария Кинаст (1792—1871). В 1824 году родился сын Зигмунд (1824—1908) и в 1827 году дочь Марианна.

## Награды
В 1839 году был награжден Николаем I золотой медалью за искусство, за поставку инструментов для Пулковской обсерватории.
В 1851 году на выставке в Лондоне был награжден большой медалью, за рефрактор с изменяемой высотой полюса.
В 1854 году был награжден папой Пием IX рыцарским крестом ордена святого Сильвестра, за поставку рефрактора для обсерватории римского колледжа.
Также был награжден королем Максимилианом II Иосифом рыцарским крестом 1-й степени ордена святого Михаила.